# 安部正真
安部 正真（あべ まさなお、1967年 - ）は、日本の天文学者。専門分野は惑星科学。学位は、理学博士。宇宙航空研究開発機構宇宙科学研究所准教・総合研究大学院大学准教授を歴任。

## 経歴
1967年、神奈川県に生まれた。
1990年、東京大学理学部地球物理学科卒業。
1994年、東京大学大学院理学系研究科地球物理学専攻博士課程中退。宇宙科学研究所惑星研究系助手。
1994年10月13日に小惑星を発見した1人であり、2004年に「阪神タイガース」と命名の申請を行った。この事からも判るように、阪神タイガースファンである。
2006年、『はやぶさ探査機搭載近赤外線分光器の開発と小惑星イトカワの近赤外線分光観測 (Development of Near-Infrared Spectrometer onboard Hayabusa Spacecraft and Near-Infrared Spectral Observation of Asteroid Itokawa)』の論文で理学博士の学位を授与。
2008年より宇宙航空研究開発機構宇宙科学研究所准教授。月・惑星探査プログラムグループ研究開発室所属。同システムズ・エンジニアリング室兼任。総合研究大学院大学准教授。

## 論文・記事
- 藤村彰夫、安部正真「はやぶさサンプルコンテナのキュレーション」（PDF）『日本惑星科学会誌』第19巻第3号、日本惑星科学会、2010年9月25日、211-213頁、ISSN 0918-273X、NAID 110007730784。
- 矢田達、安部正真、岡田達明、中村智樹、野口高明、岡崎隆司、石橋之宏、白井慶 ほか「探査機「はやぶさ」が持ち帰った小惑星イトカワ粒子の初期記載について」（PDF）『日本惑星科学会誌』第22巻第2号、日本惑星科学会、2013年6月25日、68-77頁、ISSN 0918-273X、NAID 110009612580。

## 関連
- はやぶさ (探査機) - プロジェクトの中心人物の1人。NIRS（近赤外線分光器）の開発主任、運用スーパーバイザーの1人を務めた[5][6]。